# Jean Pierre Lanabère
Jean Pierre Lanabère, né le 24 décembre 1770 à Carresse-Cassaber (Pyrénées-Atlantiques), mort le 16 septembre 1812 à Mojaïsk (Russie), est un général français de la Révolution et de l’Empire.

## États de service
Il entre en service le 23 octobre 1791, comme lieutenant au 3e bataillon de volontaires des Basses-Pyrénées, il passe adjudant-major capitaine à l’armée du Midi le 24 mars 1792. Le 15 mai suivant, il prend le commandement d’une compagnie de chasseurs, et il rejoint l’armée des Pyrénées occidentales en 1793. 
Le 7 août 1793, il commande les avant-postes de Kurutchamendy près de Saint-Jean-Pied-de-Port, lorsqu’il reçoit l’ordre de se porter avec 100 hommes au pied de la montagne d’Irelipo pour reconnaître les Espagnols qui ont construit une redoute au sommet. Arrivé à destination, son ardeur l’emporte et d’une simple reconnaissance, il exécute une attaque sérieuse et en une demi-heure, il gravit la montagne sous le feu de l’ennemi, attaque les retranchements, et saute un des premiers dans la redoute, où il fait prisonnier de sa main le commandant. Les Espagnols qui s’échappent se jettent dans un second retranchement, mais il les poursuit, les en déloge, détruit tous leurs ouvrages et s’empare d’une quantité considérable de provisions de bouche. Cette action est mise en avant par le général Servan à l’ordre du jour de l’armée.
Redevenu adjudant major le 29 avril 1794, il passe dans l’Ouest en l’an IV, et il entre en Italie en l’an VIII avec la 70e demi-brigade d’infanterie qui fait partie de l’armée de réserve. Il est au passage du Tessin et à le combat de Turbigo le 31 mai 1800, ainsi qu’à la bataille de Marengo le 14 juin 1800. Il est promu chef de bataillon le 19 juillet 1800 par le général en chef de l’armée d’Italie, grade confirmé le 8 février 1801. Il est fait chevalier de la Légion d'honneur le 14 juin 1804, au camp de Brest. Il fait la campagne de l’an XIV, embarqué sur la flotte de Belle-Isle.

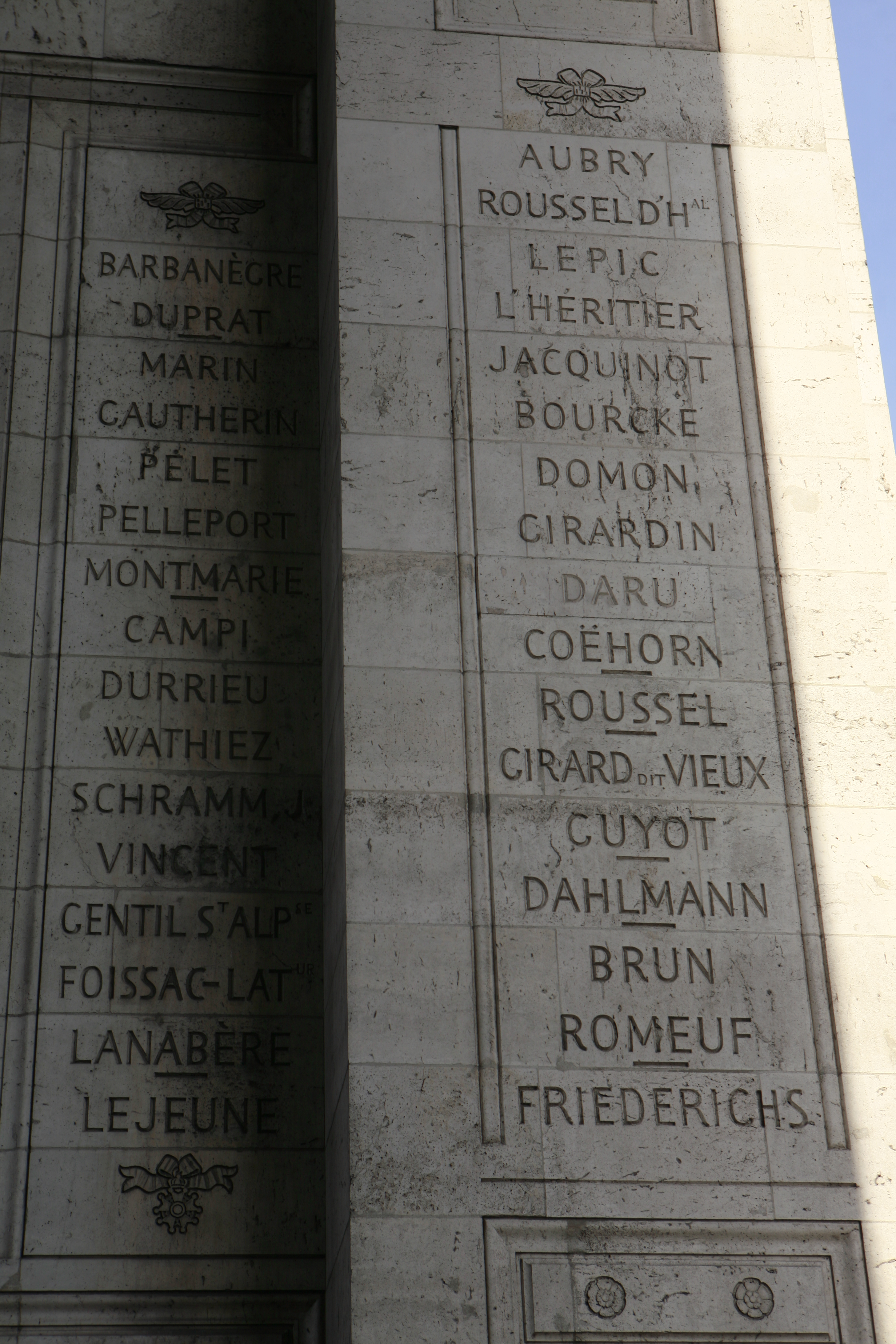
Noms gravés sous l'arc de triomphe de l'Étoile : pilier Est, 19e et.

Le 1er août 1806, il passe comme chef de bataillon dans les chasseurs à pied de la garde impériale, et il se trouve aux batailles d’Iéna le 14 octobre 1806, d’Eylau le 8 février 1807 et de Friedland le 14 juin 1807. Il est nommé colonel major le 12 mars 1808, au 1errégiment de fusiliers chasseurs de la Garde impériale, et il reçoit la croix d’officier de la Légion d’honneur le 4 septembre suivant.
De retour à l’armée d’Allemagne, il a le bras droit fracturé à la bataille d’Essling le 22 mai 1809. Il est fait commandeur de la Légion d’honneur le 5 juin 1809, et il est créé baron de l’Empire le 4 juin 1810.
Le 21 juillet 1811, il est promu adjudant général dans la Garde impériale, avec rang de général de brigade. Il participe à la campagne de Russie, et il meurt le 16 septembre 1812, des suites d’une blessure qu’il a reçue le 7, alors qu'il commande la 2e brigade de la 2e division de la Jeune Garde à la bataille de la Moskova.

## Hommages
Son nom est gravé sur l’arc de triomphe de l'Étoile : pilier Est, 19e colonne.

## Dotation
- Le 17 mars 1810, donataire d’une rente de 4 000 francs sur les biens réservés en Illyrie.

## Armoiries
| Armoiries | Nom du chevalier et blasonnement |
| --------- | --- |
|           | Chevalier Jean Pierre Lanabère et de l'Empire, lettres patentes du 10 septembre 1808. D'azur, à la redoute de sable supportant un lion passant d'or surmonté en chef d'un foudre d'argent, le tout soutenu d'une champagne de gueules au signe des chevaliers - Livrées : bleu, jaune, blanc et sable. |

| Figure | Nom du baron et blasonnement |
| ------ | --- |
|        | Armes du baron Jean Pierre Lanabère et de l'Empire, décret du 15 mars 1810, lettres patentes du 4 juin 1810, commandeur de la Légion d'honneur D'azur, au lion passant d'or soutenu d'une redoute de sable et surmonté d'un foudre d'argent ; franc quartier des barons tirés de l'armée - Livrées : les couleurs de l'écu. |

## Sources
- (en) « Generals Who Served in the French Army during the Period 1789 - 1814: Eberle to Exelmans »
- Thierry Pouliquen, « Les généraux français et étrangers ayant servis [sic] dans la Grande Armée » (consulté le 10 mars 2014)
- « La noblesse d’Empire » (consulté le 10 mars 2014)
- A. Lievyns, Jean Maurice Verdot, Pierre Bégat, Fastes de la Légion-d'honneur, biographie de tous les décorés accompagnée de l'histoire législative et réglementaire de l'ordre, tome 2, Bureau de l’administration, janvier 1844, 575 p. (lire en ligne), p. 506.
- (pl) « Napoléon.org.pl »
- Vicomte Révérend, Armorial du Premier Empire, tome 3, Honoré Champion, libraire, Paris, 1897, p. 34.